# Guillaume Cizeron
Guillaume Cizeron (Montbrison, 12 de noviembre de 1994) es un deportista francés que compite en patinaje artístico, en la modalidad de danza sobre hielo.
Participó en dos Juegos Olímpicos de Invierno, obteniendo dos medallas, plata en Pyeongchang 2018 y oro en Pekín 2022, en la prueba de danza sobre hielo (junto con Gabriella Papadakis).
Ganó seis medallas en el Campeonato Mundial de Patinaje Artístico sobre Hielo entre los años 2015 y 2022, y seis medallas en el Campeonato Europeo de Patinaje Artístico sobre Hielo entre los años 2015 y 2020.

## Palmarés internacional
| Juegos Olímpicos   | Juegos Olímpicos            | Juegos Olímpicos | Juegos Olímpicos  |
| Año                | Lugar                       | Medalla          | Prueba            |
| ------------------ | --------------------------- | ---------------- | ----------------- |
| 2018               | Pyeongchang (Corea del Sur) | Medalla de plata | Danza sobre hielo |
| 2022               | Pekín (China)               | Medalla de oro   | Danza sobre hielo |
| Campeonato Mundial |                             |                  |                   |
| Año                | Lugar                       | Medalla          | Categoría         |
| 2015               | Shanghái (China)            | Medalla de oro   | Danza sobre hielo |
| 2016               | Boston (Estados Unidos)     | Medalla de oro   | Danza sobre hielo |
| 2017               | Helsinki (Finlandia)        | Medalla de plata | Danza sobre hielo |
| 2018               | Milán (Italia)              | Medalla de oro   | Danza sobre hielo |
| 2019               | Saitama (Japón)             | Medalla de oro   | Danza sobre hielo |
| 2022               | Montpellier (Francia)       | Medalla de oro   | Danza sobre hielo |
| Campeonato Europeo |                             |                  |                   |
| Año                | Lugar                       | Medalla          | Categoría         |
| 2015               | Estocolmo (Suecia)          | Medalla de oro   | Danza sobre hielo |
| 2016               | Bratislava (Eslovaquia)     | Medalla de oro   | Danza sobre hielo |
| 2017               | Ostrava (República Checa)   | Medalla de oro   | Danza sobre hielo |
| 2018               | Moscú (Rusia)               | Medalla de oro   | Danza sobre hielo |
| 2019               | Minsk (Bielorrusia)         | Medalla de oro   | Danza sobre hielo |
| 2020               | Graz (Austria)              | Medalla de plata | Danza sobre hielo |